# Tensed
Tensed es una ciudad ubicada en el condado de Benewah en el estado estadounidense de Idaho. En el Censo de 2010 tenía una población de 123 habitantes y una densidad poblacional de 246,07 personas por km².

## Geografía
Tensed se encuentra ubicada en las coordenadas 47°9′34″N 116°55′26″O / 47.15944, -116.92389. Según la Oficina del Censo de los Estados Unidos, Tensed tiene una superficie total de 0.5 km², de la cual 0.5 km² corresponden a tierra firme y (0%) 0 km² es agua.

## Demografía
Según el censo de 2010, había 123 personas residiendo en Tensed. La densidad de población era de 246,07 hab./km². De los 123 habitantes, Tensed estaba compuesto por el 69.11% blancos, el 0% eran afroamericanos, el 24.39% eran amerindios, el 0% eran asiáticos, el 0% eran isleños del Pacífico, el 0.81% eran de otras razas y el 5.69% pertenecían a dos o más razas. Del total de la población el 0.81% eran hispanos o latinos de cualquier raza.